# 越野翔子
越野SYOKO.（こしの しょうこ、1988年10月2日 ‐ ）は、日本のシンガーソングライター・マルチタレントである。大阪府大阪市出身。
フライング・ペンギン（1988年10月2日 ‐ ）は、日本の女子プロレスラー・マルチタレントである。大阪府大阪市出身。

## 人物
- 座右の銘は『成せばなる』
- 動物占いの動物はペガサス、自由人な天才肌
- 手相は両手にますかけ線がある
- 一人っ子
- 猫アレルギー

## 来歴
2006年頃
- 高校の軽音楽部に入りベースを担当、初めて音楽に係る

2007年
- アコースティックギターを練習し始める
- 4月、アコースティックユニット『JI SYA KU 』を結成

2008年
- 朝日放送『ストリートファイターズ関西版』TV出演
- 7月25日、ファーストマキシシングル『予定は未定』インディーズデビュー
- 10月、近鉄ハーツミュージックコンテスト『open air Live』優勝
- 8月17日、レコ発ワンマンLIVE『予定は未定〜おおきに!JI SYA KUです!!〜』@心斎橋soma

2009年
- 4月11日、企画LIVE『J-Pick Vol.1』@RUIDO
- 8月9日、JI SYA KU活動休止 ワンマンLIVE『おおきに☆JI SYA KUです!!〜夢へのカウントダウン〜』@RUIDO

2011年
- 4月17日、JI SYA KU解散ワンマンライブ『ありがとう〜JISYAKUからの旅立ち〜』@LIVE HOUSE D"

その後、『越野 翔子』ソロ活動。
- 11月23日、BAR HASEGAWA楽曲コンペWE LOVE ヘキサゴン 2011『時の足音〜桜の旅立ち〜/矢口真里とストローハット』の作詞・作曲楽曲メジャーデビュー

2012年
- 3月17日、初ソロワンマンLIVE『空翔ぶペンギン』@BAR HASEGAWA
- 6月16日、越野翔子ワンマンLIVE!!vol.2 『たんぽぽのように』@太陽と月
- 12月22日、越野翔子ワンマンLIVE!!!vol.3『♯な気分。』@horie Goldee

2013年
- 3月20日、読売TV『音楽ノチカラ』今週のストリートさん1st STAGE　オーディション進出、勝利
- 6月 3日、読売TV『音楽ノチカラ』今週のストリートさん1st STAGE

「音楽ノチカラ2nd LIVE〜Zepp Nambaで夏宣言！2013〜」@ zeppなんば
- 7月26日、越野翔子ワンマンLIVE!!!!vol.4『100人ノっても大丈夫!!』knave(大阪市西区南堀江3-11-21)開催。

8曲入りアルバム『空翔ぶペンギン』リリース
- 11月27日、『T-1ライブグランプリ』準優勝

2014年
- 神戸ロッコーマンが輸入代理店をしているギルド・ギター・カンパニーのアコースティックギターSimon&Patrickのモニター
- 9月16日、イシバシ楽器主催『イシバシバンドコンテスト(アコースティック・アンプラグド部門)』優勝
- 10月2日、『SPACE DOG!TV 越野翔子B.D SP!!』@神戸チキンジョージ

2015年
- 2月17日、TOYOTA新車発表インフォマーシャル使用
- 5月14日、『達人道～たつじんのみち』エンディング採用
- 5月、沖縄ツアー

2016年
- 2月1日、『空翔ぶペンギン』カラオケ配信
- 10月2日、『Birthday Dinner Show』@Flamingo Arusha
- 7月1日、トライストーン・エンタテインメント 所属
- 10月9日、ボクシング世界戦『WBO女子フライ級』国歌斉唱

2017年
- 2月13日、MBSラジオ『U.K. BEAT FLYER』出演
- 5月、大阪市港区地域雑誌『みなトコ』表紙
- 8月19日、京セラドーム大阪『オリックス・バファローズ戦』国歌斉唱

2018年
- 10月2日、びわ湖放送『真夜中のなんじゃかんじゃ』レギュラータレント

2019年
- KBS京都 TV『なんじゃかんじゃ調査団』レギュラータレント、エンディング曲担当

2020年
- 2月、びわこ放送 TV『ゆうさんのびわ湖カンパニー』レギュラータレント
- 4月1日より10月31日まで、テレビ大阪　カラーバーにて『空翔ぶペンギン』放送

2021年
- TV北海道『スイッチン』エンディングテーマ

2022年
- 11月6日スペル・デルフィンプロデュース、花園桃花総監督による『2point5女子プロレス』よりフライング・ペンギンとしてデビュー

## ディスコグラフィ

### アルバム
1. 空翔ぶペンギン（2013年7月26日）
  1. 空翔ぶペンギン
    - 作詞・作曲：越野翔子

  2. ＃な気分。
    - 作詞・作曲：越野翔子

  3. 真っ赤な雨傘
    - 作詞・作曲：越野翔子

  4. 空から君へ
    - 作詞・作曲：越野翔子

  5. 夏疾風
    - 作詞・作曲：越野翔子

  6. 残月
    - 作詞・作曲：越野翔子

  7. 自分らしく
    - 作詞・作曲：越野翔子

  8. タンポポのように(studio live version)
    - 作詞・作曲：越野翔子

※アレンジ:高橋カツ

※作詞・作曲は、全曲 越野翔子による。

### シングル
1. ケビンstreet vol.1（2012年）
  1. 真っ赤な雨傘
    - 作詞・作曲：越野翔子

  2. ＃な気分。
    - 作詞・作曲：越野翔子

  3. 傍にいられるなら
    - 作詞・作曲：越野翔子

  4. さよならが言えたなら
    - 作詞・作曲：越野翔子

  5. 残月
    - 作詞・作曲：越野翔子

※作詞・作曲は、全曲 越野翔子による。
1. 時の足音〜桜の旅立ち〜（2011年）
  1. 時の足音〜桜の旅立ち〜
    - 作詞・作曲：越野翔子

  2. 夢をつかむまで
    - 作詞・作曲：越野翔子

  3. 好い人
    - 作詞・作曲：越野翔子

  4. 夢見る気持ち流れ星☆
    - 作詞・作曲：白石龍、編曲：越野翔子

※4曲目以外は、越野翔子の作詞・作曲による。

### JI SYA KU
1. 予定は未定（2007年）
  1. 予定は未定
    - 作詞・作曲：越野翔子

  2. 小雨のあの日。
    - 作詞・作曲：越野翔子

  3. オムライス
    - 作詞・作曲：越野翔子

  4. やっぱり
    - 作詞・作曲：越野翔子

※インディーズデビュー作品。

※作詞・作曲は、全曲 越野翔子による。

## 出演

### TV
- KBS京都『なんじゃかんじゃ調査団』レギュラー
- びわ湖放送『真夜中のなんじゃかんじゃ』レギュラー
- 朝日放送『ストリートファイターズ関西版』
- 読売テレビ『音楽ノチカラ』今週のストリートさん

### ラジオ
- MBSラジオ『U.K.BEAT FLYER』出演
- sora×niwa｜ソラトニワ｜家を飛び出して、街を、人生を楽しもう
- 神戸コミュニティFM局FM MOOV MC
- FMちゃお「やおコミュニティ放送株式会社」
- KBS京都ラジオ『キキミミ』ドレイク森松と共にゲスト出演

## タイトル歴
※フライング・ペンギンとして
PURE-J
- 第2代KSR王座